# Leucophenga quinquemaculata
Leucophenga quinquemaculata – gatunek muchówki z rodziny wywilżnowatych i podrodziny Steganinae.
Gatunek ten opisany został w 1893 roku przez Gabriela Strobla.
Muchówka o ciele długości od 3,5 do 4 mm. Na głowie para szczecinek orbitalnych skierowanych w przód jest mniej więcej tak samo długa i gruba jak osadzona tuż przed nimi para szczecinek orbitalnych skierowanych w tył. Arista czułka ma pierzaste owłosienie. Tułów u obu płci ma jednolicie żółtawobrązowe śródplecze, a jego chetotaksję cechują dobrze rozwinięte przedtarczkowe szczecinki środkowe grzbietu. Skrzydła mają brązowe kropki wzdłuż wierzchołkowej połowy przedniej krawędzi. Ich użyłkowanie odznacza się żyłką kostalną sięgającą żyłki medialnej M1+2, która z kolei ma przebieg wyraźnie u szczytu rozbieżny względem  żyłki radialnej R4+5,  żyłką subkostalną bez sierpowatego zakrzywienia za żyłką barkową oraz tylną komórką bazalną zlaną z komórką dyskoidalną. Żółty odwłok ma na trzecim i czwartym tergicie ciemnobrązowe przepaski poprzeczne przy tylnych brzegach i takiej samej barwy paski podłużne.
Owad znany z Niemiec, Szwecji, Norwegii, Finlandii, Szwajcarii, Austrii, Włoch, Polski, Słowacji, Ukrainy, Rumunii i wschodniej Palearktyki, aż po Kraj Nadmorski.